# Belonogaster dayi
Belonogaster dayi är en getingart som beskrevs av Hensen och Blommers 1987. Belonogaster dayi ingår i släktet Belonogaster och familjen getingar. Inga underarter finns listade.